# De Plantis Esculentis Insularum Oceani Australis Commentatio Botanica
De Plantis Esculentis Insularum Oceani Australis Commentatio Botanica (abreviado Pl. Esc.) es un libro con ilustraciones y descripciones botánicas que fue escrito por el naturalista, etnólogo, escritor viajero, periodista y revolucionario alemán Johann Georg Adam Forster y publicado en Berlín en el año 1786.